# 四日市西警察署
四日市西警察署（よっかいちにしけいさつしょ）は、三重県警察が管轄する警察署の一つである。

## 所在地
- 三重県三重郡菰野町大強原3241

## 管轄区域
- 四日市市の西部（水沢地区・桜地区・県地区・保々地区）
- 三重郡菰野町

## 組織
- 会計課
  - 会計係
- 警務課
  - 警務係
  - 安全相談・被害者支援係
  - 留置管理係
- 生活安全課
  - 生活安全係
  - 捜査係
- 地域課
  - 企画指導係
  - 地域係
- 刑事課
  - 捜査庶務係
  - 捜査係
  - 鑑識係
- 交通課
  - 交通係
- 警備課
  - 警備係
- 山岳警備隊

## 交番
| 交番 | 自治体 | 所在地 |
| ---- | ------ | ------ |
| 菰野 | 菰野町 | 菰野   |

## 警備派出所
| 警備派出所 | 自治体 | 所在地 |
| ---------- | ------ | ------ |
| 湯の山     | 菰野町 | 菰野   |

## 警察官駐在所
| 警察官駐在所 | 自治体   | 所在地 |
| ------------ | -------- | ------ |
| 保々         | 四日市市 | 西村町 |
| 県           | 四日市市 | 赤水町 |
| 桜           | 四日市市 | 桜町   |
| 水沢         | 四日市市 | 水沢町 |
| 朝上         | 菰野町   | 田光   |

### 廃止された警察官駐在所
- 四日市市 - 桜台（桜台）